# General Electric CF6
General Electric CF6 — семейство турбовентиляторных двигателей с высокой степенью двухконтурности производства GE Aviation, широко используемое на различных типах гражданских самолётов. Создано на основе двигателя TF39 и является предшественником линейки GEnx.

## Разработка
После разработки двигателя TF39 для C-5 Galaxy в конце 1960-х годов, GE предложила более мощный вариант CF6 для гражданского использования. В рамках предполагаемого контракта на широкофюзеляжный самолёт с American Airlines двигателем заинтересовались Lockheed для L-1011 TriStar и Douglas (после слияния McDonnell Douglas) для DC-10. Lockheed в конце концов выбрал двигатель Rolls-Royce RB211 и отстал в гонке широкофюзеляжников. DC-10 с двигателем CF6 совершил первый полёт в 1970 году и поступил в эксплуатацию в 1971 г.
Версии двигателя CF6 применяются на Boeing 747, Airbus A300, Airbus A310 и Airbus A330, Boeing 767 и McDonnell Douglas MD-11.

## Варианты

### CF6-6
CF6-6 — первая гражданская версия двигателя для самолёта McDonnell Douglas DC-10-10, ставшая развитием GE TF39. Является турбовентиляторным двигателем высокой степенью двухконтурности без смешения потоков. Состоит из вентилятора и одноступенчатого компрессора низкого давления, приводимых в движение пятиступенчатой турбиной низкого давления, 16-ступенчатый осевой компрессор высокого давления приводится в движение 2-ступенчатой турбиной высокого давления. Имеет кольцевую камеру сгорания. Развивает максимальную тягу 41 500 lbf (185 кН) на уровне моря. Степень повышения давления 25—25,2.

### CF6-50
Дальнейшим развитием двигателя стала модификация CF6-50. Повышение тяги было достигнуто увеличением размеров ядра двигателя. Для этого были удалены две ступени компрессора высокого давления, добавлены две ступени компрессора низкого давления и удалена одна ступень турбины низкого давления. В результате такой реконфигурации удалось добиться увеличения степени повышения давления, увеличения основного потока, что снизило степень двухконтурности, и повысить тягу двигателя.
Варианты двигателя CF6-50 нашли применение на гражданских McDonnell Douglas DC-10-30 повышенной дальности, McDonnell Douglas DC-10-15, младших модификациях Airbus A300, Boeing 747-200/300, военных самолётах Boeing YC-14, Boeing E-4, McDonnell Douglas KC-10 Extender (под обозначением F103).
На базе CF6-50 были разработан двигатель пониженной мощности CF6-45 для Boeing 747SR (ближнемагистральная версия, в основном для внутренних японских линий).

### CF6-80
Весьма успешной модификацией силовой установки стала CF6-80. Существенно возросшая надежность позволила двухдвигательным авиалайнерам совершать трансатлантические перелеты, что до того времени могли себе позволить только воздушные суда с тремя и более двигателями (ограничение ETOPS).
Помимо этого, модификация прижилась на Boeing 747.
CF6-80A

## Технические характеристики
| Вариант                    | CF6-6                           | CF6-50                          | CF6-80A                         | CF6-80C2                           | CF6-80E1                        |
| -------------------------- | ------------------------------- | ------------------------------- | ------------------------------- | ---------------------------------- | ------------------------------- |
| Компрессор                 | вентилятор и 1 ст нд + 16 ст вд | вентилятор и 3 ст нд + 14 ст вд | вентилятор и 3 ст нд + 14 ст вд | вентилятор и 4 ст нд + 14 ст вд    | вентилятор и 4 ст нд + 14 ст вд |
| Турбина                    | 5 ст нд + 2 ст вд               | 4 ст нд + 2 ст вд               | 4 ст нд + 2 ст вд               | 5 ст нд + 2 ст вд                  | 5 ст нд + 2 ст вд               |
| Длина                      | 188 ″ (478 см)                  | 183 ″ (465 см)                  | 167 ″ (424 см)                  | 168 ″ (427 см)                     | 168 ″ (427 см)                  |
| Макс. диаметр              | 105 ″ (267 см)                  | 105 ″ (267 см)                  | 105 ″ (267 см)                  | 106 ″ (269 см)                     | 114 ″ (290 см)                  |
| Макс. тяга на уровне моря  | 41 500 lbf (185 кН)             | 51 500—54 000 lbf (229—240 кН)  | 48 000—50 000 lbf (210—220 кН)  | 52 200—61 960 lbf (232,2—275,6 кН) | 65 800—69 800 lbf (293—310 кН)  |
| Степень повышения давления | 25—25,2                         | 29,2—31,1                       | 27,3—28,4                       | 27,1—31,8                          | 32,4—34,8                       |
| Степень двухконтурности    | 5,76—5,92/5,89                  | 4,24—4,4                        | 4,59—4,66                       | 5—5,31                             | 5—5,1                           |
| Сухой вес                  | 8176 lb (3709 кг)               | 8825—9047 lb (4003—4104 кг)     | 8760—8776 lb (3973—3981 кг)     | 9480—9860 lb (4300—4470 кг)        | 11 225 lb (5092 кг)             |